# فليندر فيرك
فليندر فيرك هي شركة بناء سفن ألمانية تقع في لوبيك.  تأسست في عام 1917 كفرع لشركة Brückenbau Flender AG فرع بنرات Benrath على نهر الراين. أصبحت في عام 1926 شركة مستقلة تمامًا وسميت باسم Lübecker Flenderwerke AG . واستمرت لتصبح واحدة من أكبر أحواض بناء السفن في ألمانيا حيث قامت ببناء ما يقرب من 700 سفينة. 
أثناء الحرب العالمية الثانية بنت الشركة غواصتين من الفئة الثانية و 40 من الفئة السابعة لبحرية ألمانيا النازية كريغسمارينه. 
واصلت الشركة بعد الحرب بناء السفن التجارية، وفي عام 1973 تم تغيير اسمها إلى Flender Werft AG. في عام 2002، أُجبروا على الإغلاق بسبب الإعسار المالي.

## روابط خارجية
- Documents and clippings about Flender Werke